# If My Heart Had Wings (gra komputerowa)
If My Heart Had Wings, w Japonii jako Kono ōzora ni, tsubasa o hirogete (jap. この大空に、翼をひろげて) – gra komputerowa będąca powieścią wizualną typu eroge, stworzona przez japońskie studio Pulltop i wydana 25 maja 2012 na platformę Microsoft Windows.
Poza Japonią ukazała się 28 czerwca 2013 w wersji bez treści seksualnych. Wydane zostały także wersje gry na urządzenia z systemem iOS i Android oraz na konsole PlayStation 3, PlayStation Vita i Nintendo Switch.

## Fabuła
Scenariusz gry przedstawia losy grupy uczniów z klubu szybowcowego akademii Keifu, którzy próbują skonstruować szybowiec, aby ujrzeć rzadkie zjawisko znane jako Chwała Poranna (meteorologia). 

## Bohaterowie
- Aoi Minase (jap. 水瀬 碧 Minase Aoi) – uczeń liceum, główny bohater powieści wizualnej. Jego marzeniem było kolarstwo, jednak na przeszkodzie stanął mu poważny wypadek. Powraca do swojego miasta, aby przejąć posadę opiekuna prywatnego dormitorium szkoły, do której uczęszcza.
- Kotori Habane (jap. 羽々音 小鳥 Habane Kotori) – koleżanka z klasy Aoi oraz jedna z lokatorek akademika. Typ tsundere, która sama o sobie mówi "Cool Byuchi". Klasyczna japońska piękność o długich czarnych włosach i delikatnej budowie ciała. Z powodu wypadku w dzieciństwie, utraciła władzę w nogach i porusza się na wózku inwalidzkim. Ze względu na swój charakter planowała porzucić szkołę, dopóki Aoi nie przekonał jej, by dołączyła do koła szybowcowego.
- Ageha Himegi (jap. 姫城 あげは Himegi Ageha) – przyjaciółka z dzieciństwa Aoi. Radosna chłopczyca, która potrafi zaprzyjaźnić się z każdym. Ponieważ jest uzdolniona manualnie, należy do klubu robotyki, ale zamierza dołączyć do koła szybowcowego.
- Amane Mochizuki (jap. 望月 天音 Mochizuki Amane) – przewodnicząca koła szybowcowego. Legendarna, tajemnicza oraz niezwykle piękna dziewczyna. Pomimo swojej inteligencji, czasami zachowuje się dziecinnie i bywa dość niezdarna. Celowo od wielu lat opóźnia ukończenie szkoły, aby móc kontynuować budowę szybowca.
- Asa Kazato (jap. 風戸 亜紗 Kazato Asa) – starsza siostra bliźniaczka Yoru. Bywa trochę niezdarna i natarczywa. Potrafi dogadać się z każdym i pomaga innym. Ona i jej siostra oddały swoją tajną bazę na hangar dla szybowca.
- Yoru Kazato (jap. 風戸 依瑠 Kazato Yoru) – młodsza siostra bliźniaczka Asy. Stara się nie zbliżać do innych, ale jest emocjonalnie przywiązana do swojej siostry. Jest geniuszem i nie lubi robić bezsensownych rzeczy.

## Odbiór
Podczas rozdania nagród Moe Game Award gra zdobyła złotą nagrodę główną, trzy złote nagrody w kategoriach projekty postaci, scenariusz i muzyka tła, a także srebrną nagrodę graczy. Według przyznającego nagrodę główną Tadamoto Ōsawy, redaktora naczelnego magazynu „BugBug”, gra ukazuje „kwintesencję młodości” – „jest to prosta, młodzieńcza historia o grupie przyjaciół ze szkolnego klubu, którzy dają z siebie wszystko, by spełnić marzenie o locie szybowcem”. Za najważniejsze cechy uznał on „scenariusz, który jest wciągający pomimo braku wartkiej akcji” oraz „piękną oprawę wizualną”. Ōsawa pozytywnie ocenił także fakt, że choć produkcja prezentuje romans z nurtu „czystej miłości”, to znalazły się w niej liczne sceny seksualne.
Odnosząc się do muzyki w grze, Daisuke Saitō z portalu Game-Style pochwalił jej dopasowanie do poszczególnych scen, uznając, że miała ona pozytywny wpływ na odbiór treści. Choć jego zdaniem ścieżka dźwiękowa nie była szczególnie urozmaicona, to jednak „świetnie sprawdziła się jako element dopełniający grę”.